# Вероника щебнистая
Веро́ника щебни́стая (лат. Veronica schistosa) — многолетнее травянистое растение, вид рода Вероника (Veronica) семейства Подорожниковые (Plantaginaceae).

## Распространение и экология
Ареал вида охватывает Южную Осетию (главным образом, в верховьях рек Большой и Малой Лиахви), Абхазию (Гагрский и Бзыбский хребты). Эндемик.
Произрастает на осыпях в альпийском поясе, на высоте 2700—3100 м над уровнем моря.

## Ботаническое описание
Корневище длинное, ползучее, с надземными плодущими и бесплодными побегами. Цветоносные стебли высотой 8—20 см, прямые или приподнимающиеся.
Листья продолговато-ланцетные, острые, постепенно суженные к основанию, по краю пильчатые. Верхние стеблевые — сидячие, продолговато-ланцетные, слабо заострённые, вверх стоящие.
Цветоносные кисти длинные, довольно густые, пушистые в верхней части железисто-пушистые; цветоножка в 2—3 раза длиннее прицветников, дугообразно изогнутых и отстоящих от цветоносов. Чашечка с овальными или продолговатыми долями, длиной 1,5—2,5 мм, шириной 1,5—2 мм; венчик ярко-голубой, с тёмно-синими жилками, с короткой трубкой и широким отгибом.
Коробочка почти округлая, слабо выемчатая, тёмная, длиной 4—5 мм, шириной 4,5—6 мм. Семена плоские, диаметром около 1 мм.
Цветёт в июне—августе. Плодоносит в августе—сентябре.

## Таксономия
Вид Вероника щебнистая входит в род Вероника (Veronica) семейства Подорожниковые (Plantaginaceae) порядка Ясноткоцветные (Lamiales).
|  |                                      |  |                                                             |                                                             |                          |  | ещё 21 семейство (согласно Системе APG II) | ещё 21 семейство (согласно Системе APG II) |                        |  |  |  | ещё от 300 до 500 видов |
|  |                                      |  |                                                             |                                                             |                          |  | ещё 21 семейство (согласно Системе APG II) | ещё 21 семейство (согласно Системе APG II) |                        |  |  |  | ещё от 300 до 500 видов |
|  |                                      |  |                                                             | порядок Ясноткоцветные                                      |                          |  |                                            |                                            | род Вероника           |  |  |  |                         |
|  |                                      |  |                                                             | порядок Ясноткоцветные                                      |                          |  |                                            |                                            | род Вероника           |  |  |  |                         |
|  | отдел Цветковые, или Покрытосеменные |  |                                                             |                                                             | семейство Подорожниковые |  |                                            |                                            | вид Вероника щебнистая |  |  |  |                         |
|  | отдел Цветковые, или Покрытосеменные |  |                                                             |                                                             | семейство Подорожниковые |  |                                            |                                            |                        |  |  |  |                         |
|  |                                      |  | ещё 44 порядка цветковых растений (согласно Системе APG II) | ещё 44 порядка цветковых растений (согласно Системе APG II) |                          |  |                                            | ещё 90 родов                               | ещё 90 родов           |  |  |  |                         |
|  |                                      |  |                                                             | ещё 44 порядка цветковых растений (согласно Системе APG II) |                          |  |                                            |                                            | ещё 90 родов           |  |  |  |                         |